# Amsterdams hamn

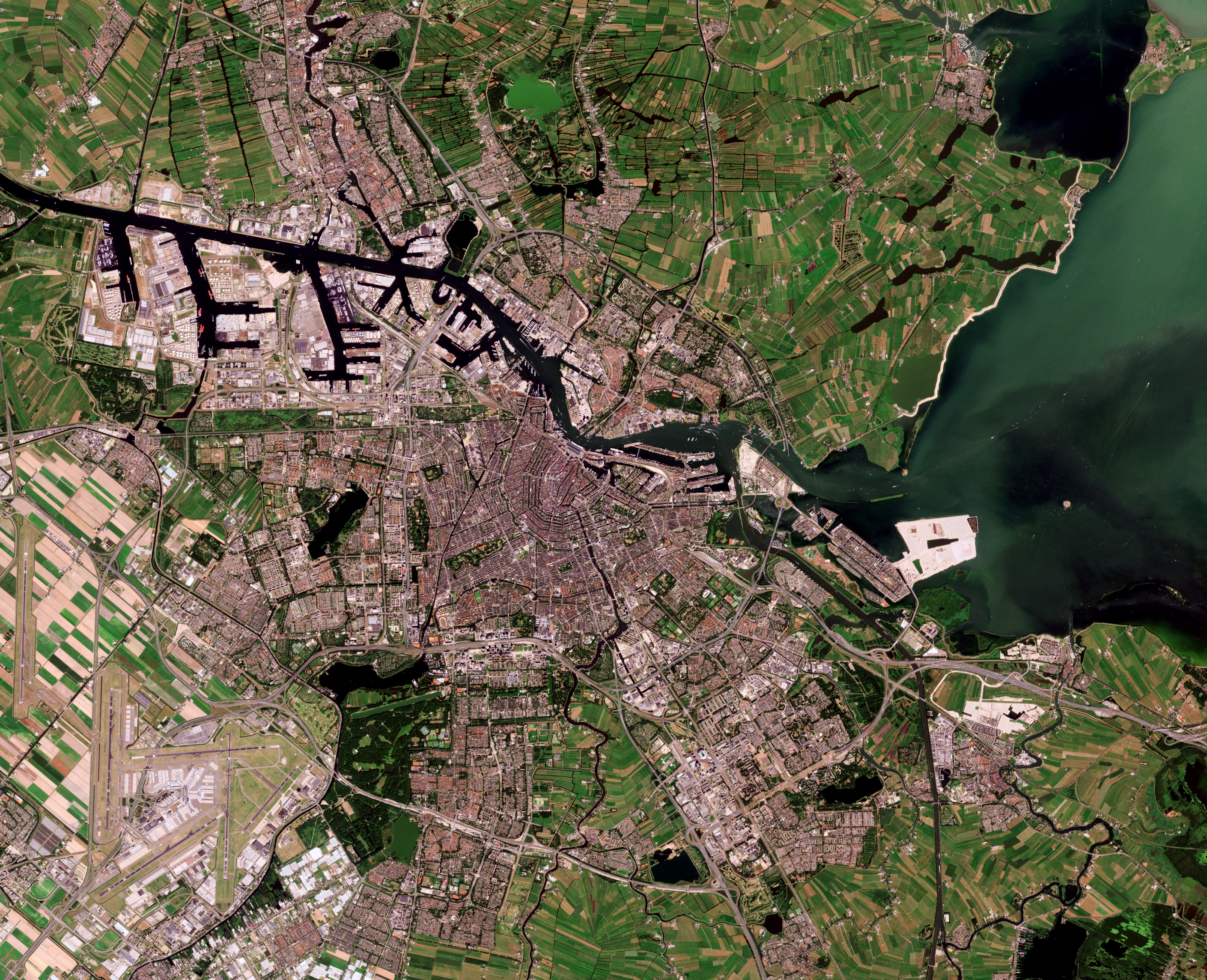
Bild från rymden över Amsterdams hamn

Amsterdams hamn (nederländska: Haven van Amsterdam) är en sjöfartshamn i Amsterdam, Nederländerna. Hamnen är den fjärde största i Europa räknat i antal ton gods. Hamnen ligger på stranden av en tidigare vik som heter IJ och vid Nordsjökanalen, genom vilken den är ansluten till Nordsjön. Hamnen användes för första gången på 1200-talet och var under 1600-talet en av de viktigaste hamnarna i Nederländska Ostindiska Kompaniet. Idag är Amsterdams hamn den näst största hamnen i Nederländerna. Störst är Rotterdams hamn. År 2014 hade hamnen i Amsterdam en lastgenomströmning av 97,4 miljoner ton, varav det mesta var bulklast. 

## Historia
De första hamnaktiviteterna dateras till 1200-talet. Hamnen omnämndes först år 1342, när staden Amsterdam fick stadsrättigheter.
Under den Nederländska stormaktstiden var hamnen en av huvudhamnarna inom det Nederländska Ostindiska Kompaniet.
Den Nordholländska kanalen, som knyter samman Amsterdam med kommunområdet Den Helder, grävdes mellan 1819 och 1824. Norra sjökanalen, som knyter samman Amsterdam med IJmuiden, grävdes mellan 1865 och 1876.